# Rut Carré-Lagerström
Rut Ingeborg Carré-Lagerström, född Carré-Norrman den 17 juli 1903 i Stockholm, död  den 20 december 1990 i Huddinge, var en svensk målare.
Hon var dotter till fyrverkaren Carl August Carré-Norrman och Anna Louise Wohlfvarth och från 1939 gift med Oscar Lagerström.
Lagerström studerade vid Gallen-Kallelas och vid J. Niemäläs målarstudio i Helsingfors 1932–1937. Hon ställde ut tillsammans med sin man ett flertal gånger, bland annat i Falkenberg och Ljungby. Hennes konst består av stilleben, landskap och kustpartier.
Rut Lagerström är begravd på Lilla Dalens begravningsplats.